# Neues Schloss Schwarzenau (Unterfranken)

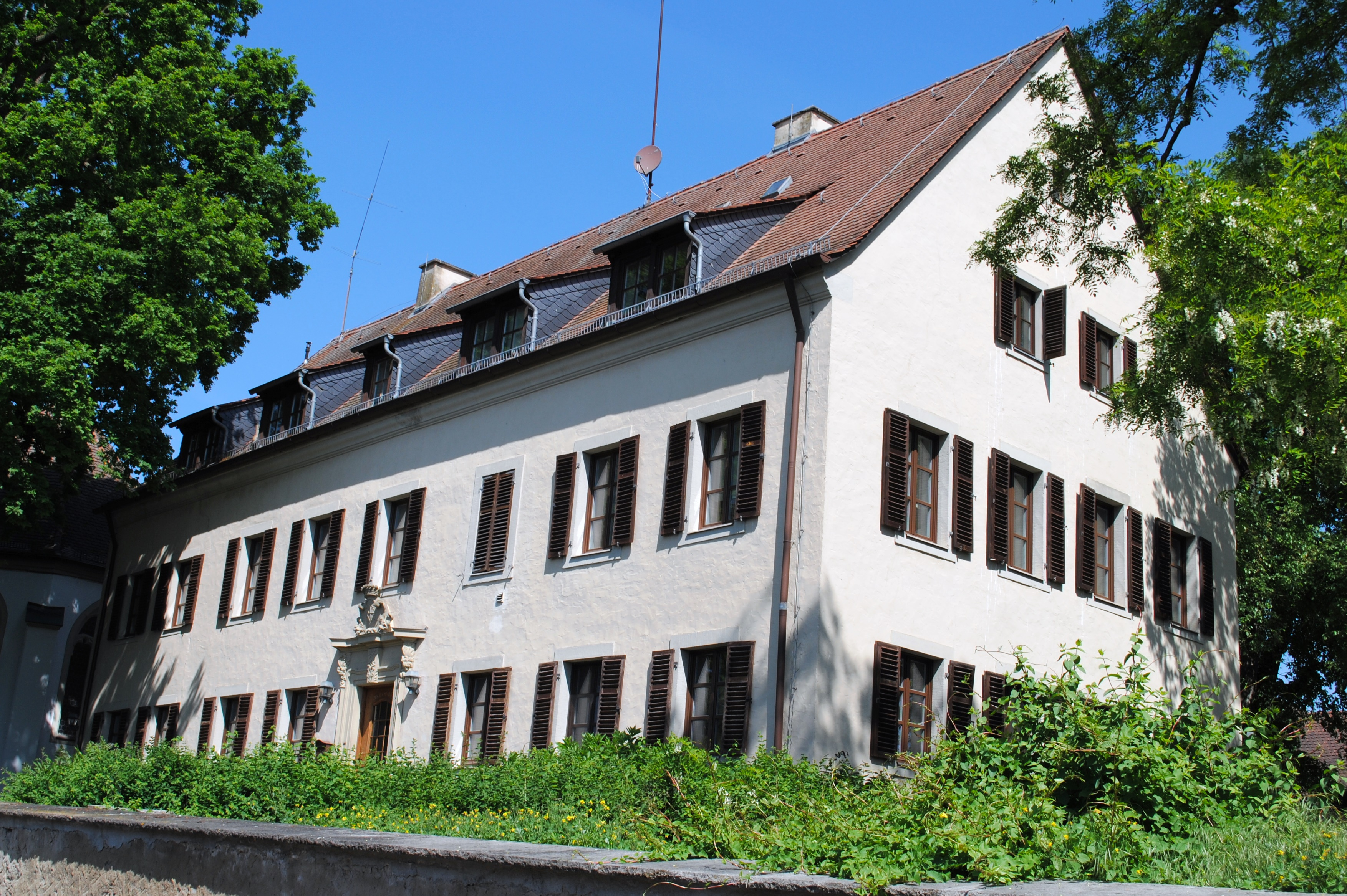
Das Schloss in Schwarzenau

Das Neue Schloss Schwarzenau ist ein ehemaliger Adelssitz in Schwarzenau, einem Ortsteil von Schwarzach am Main. Heute ist hier eine Lehr- und Versuchsanstalt für Tierhaltung eingerichtet. Die Anlage liegt im Osten der Kirche St. Laurentius. Im Dorf existiert mit dem Alten Schloss ein weiterer Adelssitz.

## Geschichte
Die Geschichte eines Schlosses im Ort beginnt am Ende des 16. Jahrhunderts. Damals erwarb Valentin Echter von Mespelbrunn, ein fürstbischöflicher Amtmann und Bruder des Bischofs Julius Echter das Dorf vom Kloster Münsterschwarzach und begann hier eine Residenz für sich und seine Familie zu errichten. An der gleichen Stelle wie der heutige Bau entstand das Vorgängerschloss, welches bis ins 18. Jahrhundert Bestand haben sollte.
Mittlerweile war das Dorf an die Freiherren von Erthal gekommen. Unter diesen Herren wurde im Jahr 1721 die jetzige Schlossanlage errichtet. Als das Geschlecht im Jahr 1807 ausstarb, kam das Schloss an die Grafen von Ingelheim, die kleinere Erneuerungen am Gebäude vornahmen. Die Grafen verpachteten das Gebäude an verschiedene Personen. Im Jahr 1933 wurde das Schloss verkauft. Neuer Besitzer wurde Louis von Westheim. Das Anwesen blieb allerdings an Familie Kessler verpachtet.
Mit dem Jahr 1960 wechselte das Gebäude wiederum den Eigentümer. Diesmal kam der bayerische Staat in den Besitz des Schlosses. Daraufhin richtete man in den Räumlichkeiten die bayerische Lehr-, Versuchs- und Fachanstalt für Tierhaltung ein. Das Schloss wird vom bayerischen Landesamt für Denkmalpflege als Baudenkmal geführt.

## Beschreibung
Das Schloss liegt in unmittelbarer Nähe zur Pfarrkirche St. Laurentius. Es präsentiert sich als langgezogenes, zweigeschossiges Bauwerk. Ursprünglich war das Dach als Krüppelwalm gearbeitet, nach der Einrichtung der Versuchsanstalt richtete man jedoch ein schlichtes Satteldach ein. Das Dach wurde, wohl um hier Büros unterzubringen, mit vielen Dachgauben versehen. Umlaufend befindet sich zur Straße hin eine niedrige Mauer mit Rustika-Steinpfeilern.
Zentral wurde auf der Südseite ein Portal angebracht. Es besitzt Säulenvorlagen und einen gebrochenen Giebel. Eingerahmt wird es von Akanthuswerk. Ein Wappen der Reichsgrafen von Echter und Ingelheim wurde über dem Portal befestigt. Eine geschwungene, zweiläufige Treppe leitet zum Portal über.